# Rifargia nugax
Rifargia nugax är en fjärilsart som beskrevs av Max Wilhelm Karl Draudt 1932. Rifargia nugax ingår i släktet Rifargia och familjen tandspinnare. Inga underarter finns listade.